# Jost Haller
Jost Haller (* um 1415; † zwischen 1472 und 1486) war ein elsässischer Maler und zunächst in Straßburg, danach in Metz und Saarbrücken tätig. Er wird auch Der Maler der Ritter („Le peintre des chevaliers“) genannt.

## Leben
Hallers Name war bis 1980 in Vergessenheit geraten, als Charles Sterling ihn wiederentdeckte und ihm eine Reihe von Tafelbildern und Miniaturen zuschrieb, die zuvor noch als die Werke unbekannter Meister diskutiert wurden.
Hallers Biografie ist nur bruchstückhaft bekannt: Zwischen 1438 und 1447 war er Meister und Mitglied der Zunft der Maler und Goldschmiede in Straßburg. Aus den Jahren 1447 und 1453 sind Werkverträge mit ihm in Metz bekannt. Ab 1450 war er Hofmaler des Grafen Johann III. von Nassau-Saarbrücken. In der Folge siedelte er nach Saarbrücken über, wo ihm der Landesherr ein Grundstück zur Verfügung stellte, das er 1466 bebaute. Bis 1472 gibt es Belege, dass er Zuwendungen seitens des Landesherren bezog.

## Werk

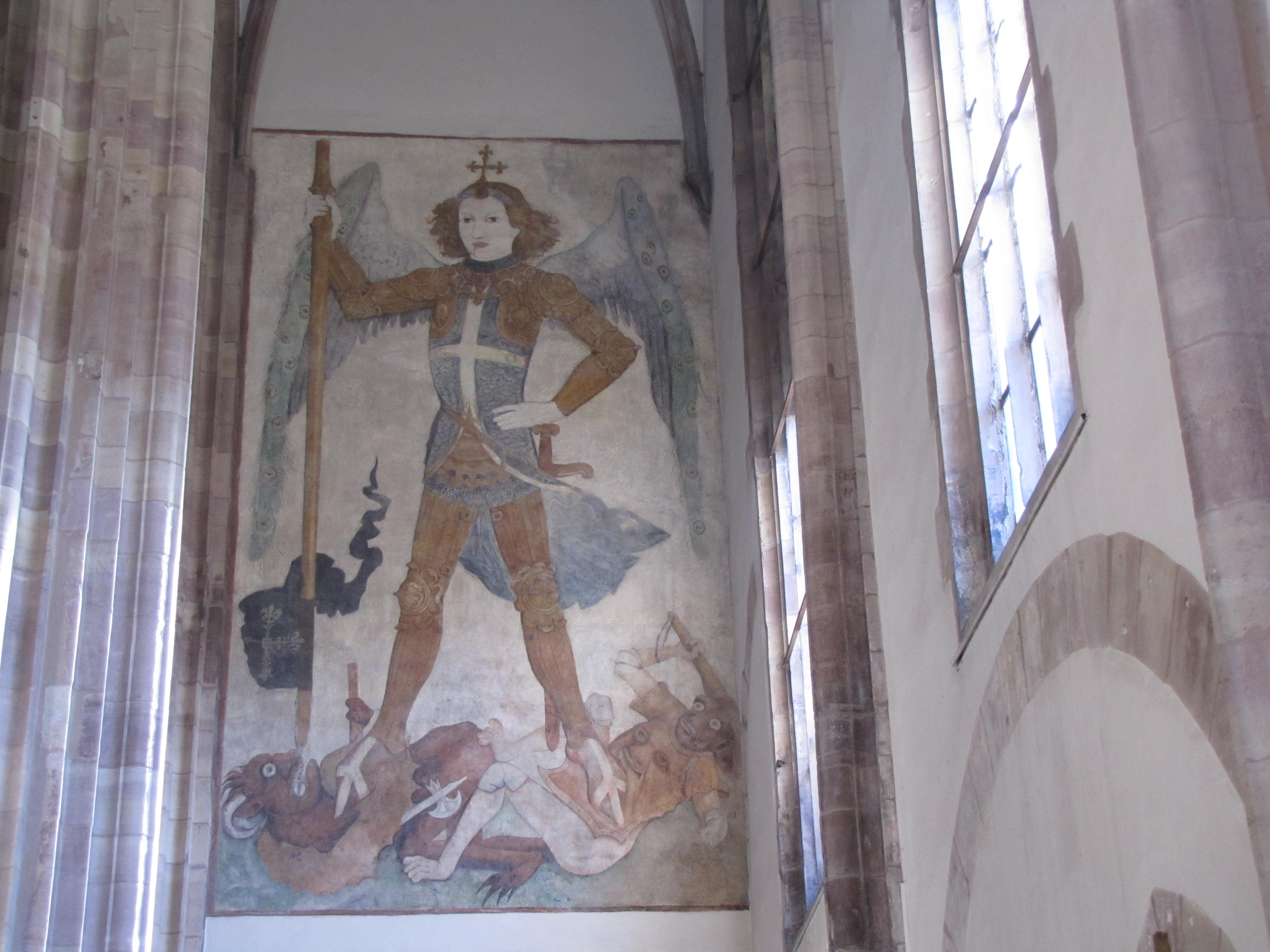
Der Erzengel Michael siegt über Satan

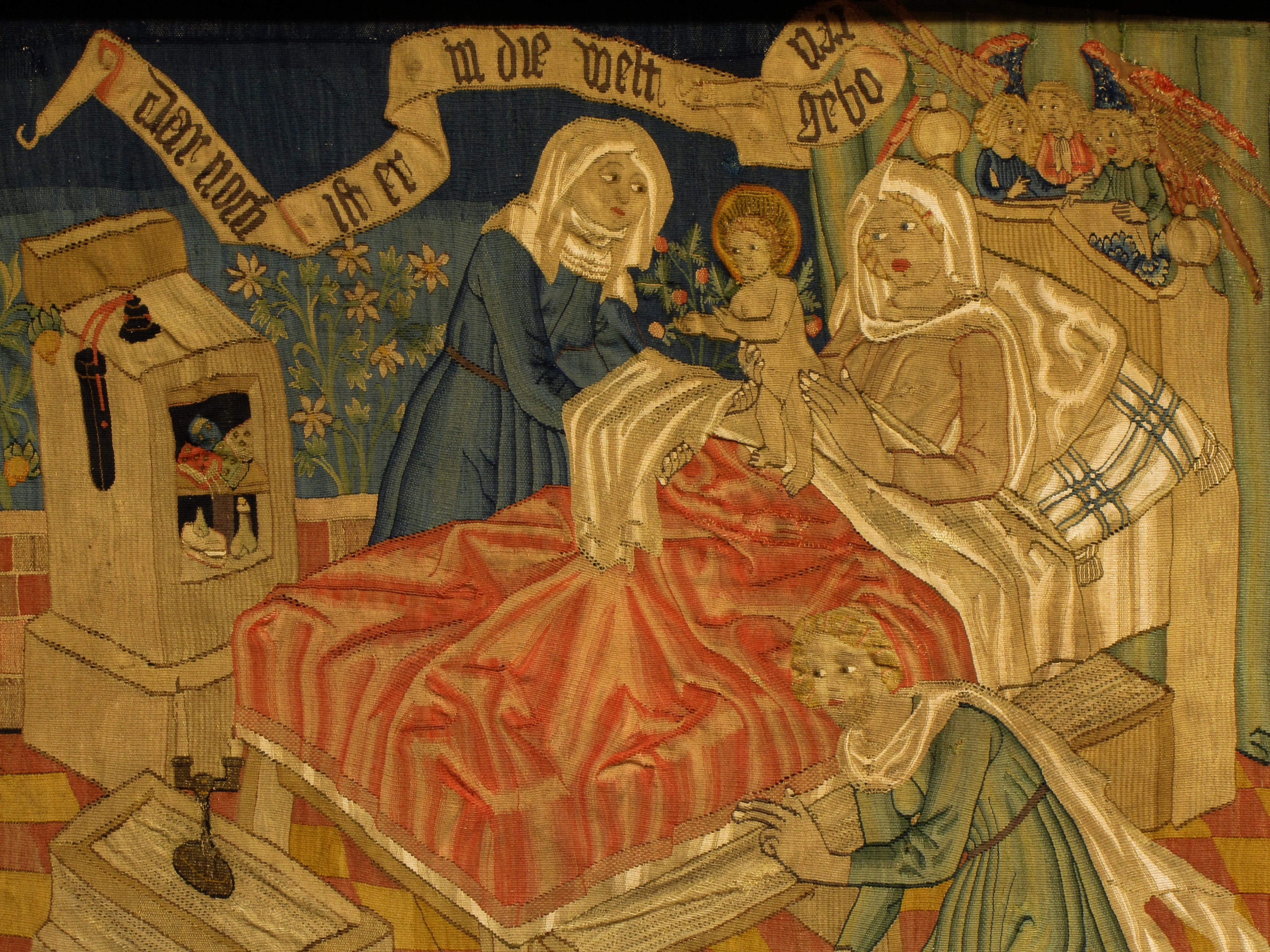
Geburt des Heiligen Adelphus – Adelphus-Teppiche in Neuwiller-lès-Saverne

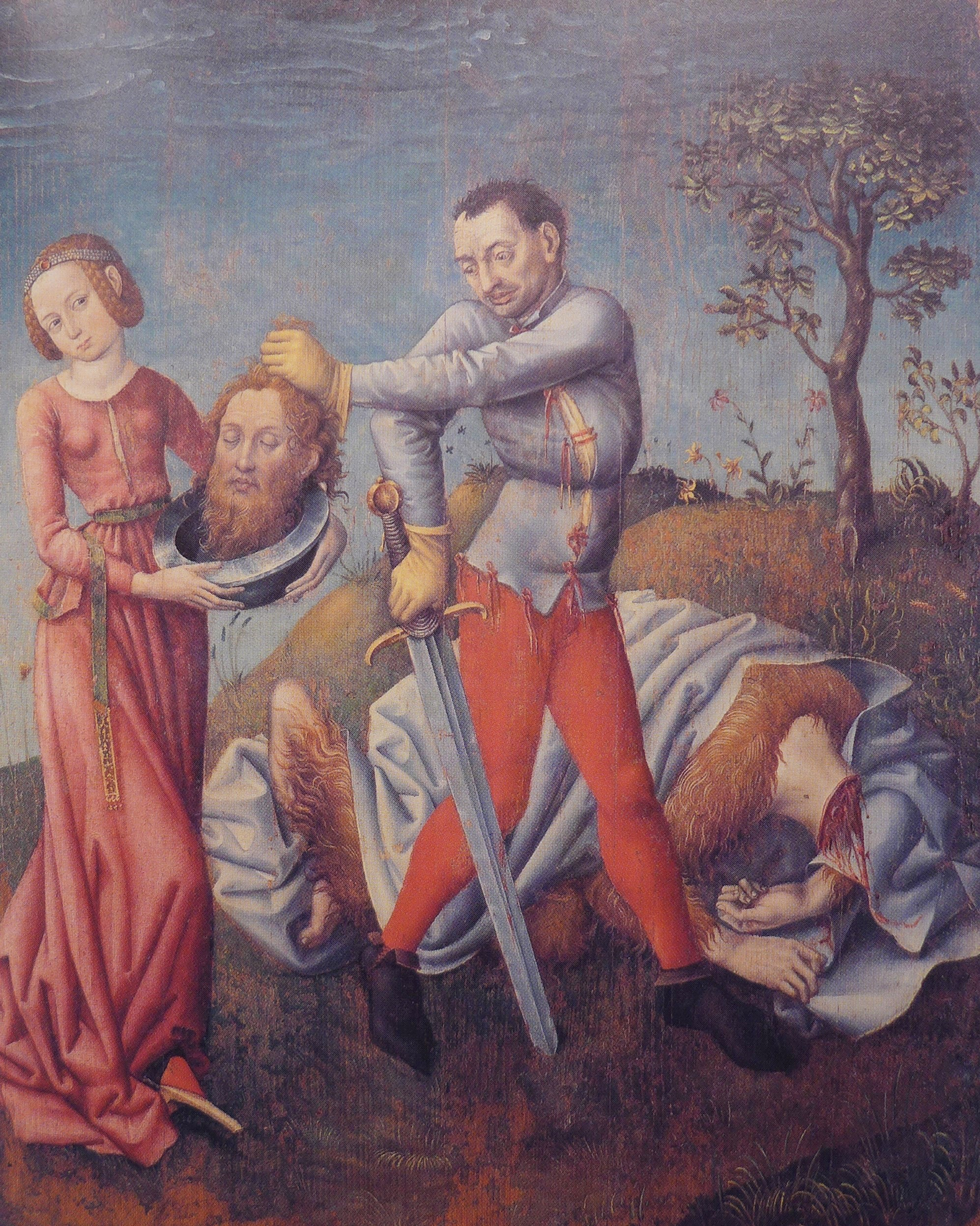
Jost Haller: Die Enthauptung Johannes des Täufers, Tafel des Altars der Kommende St. Elisabeth Saarbrücken (Bayerische Staatsgemäldesammlung, München)

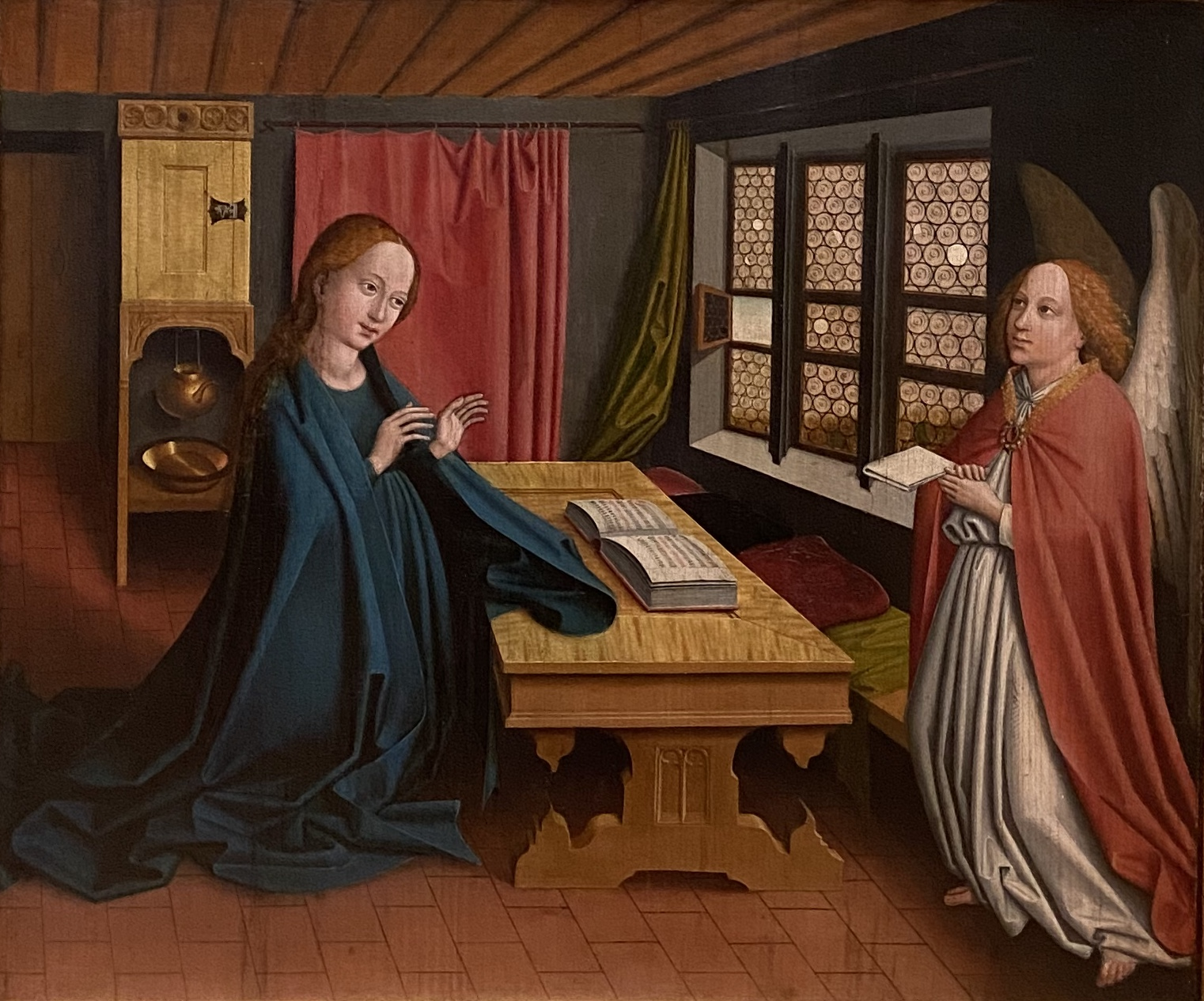
Jost Haller: Die Verkündigung Mariens, Tafel des Altars der Kommende St. Elisabeth Saarbrücken (Kunstmuseum Basel, Basel)

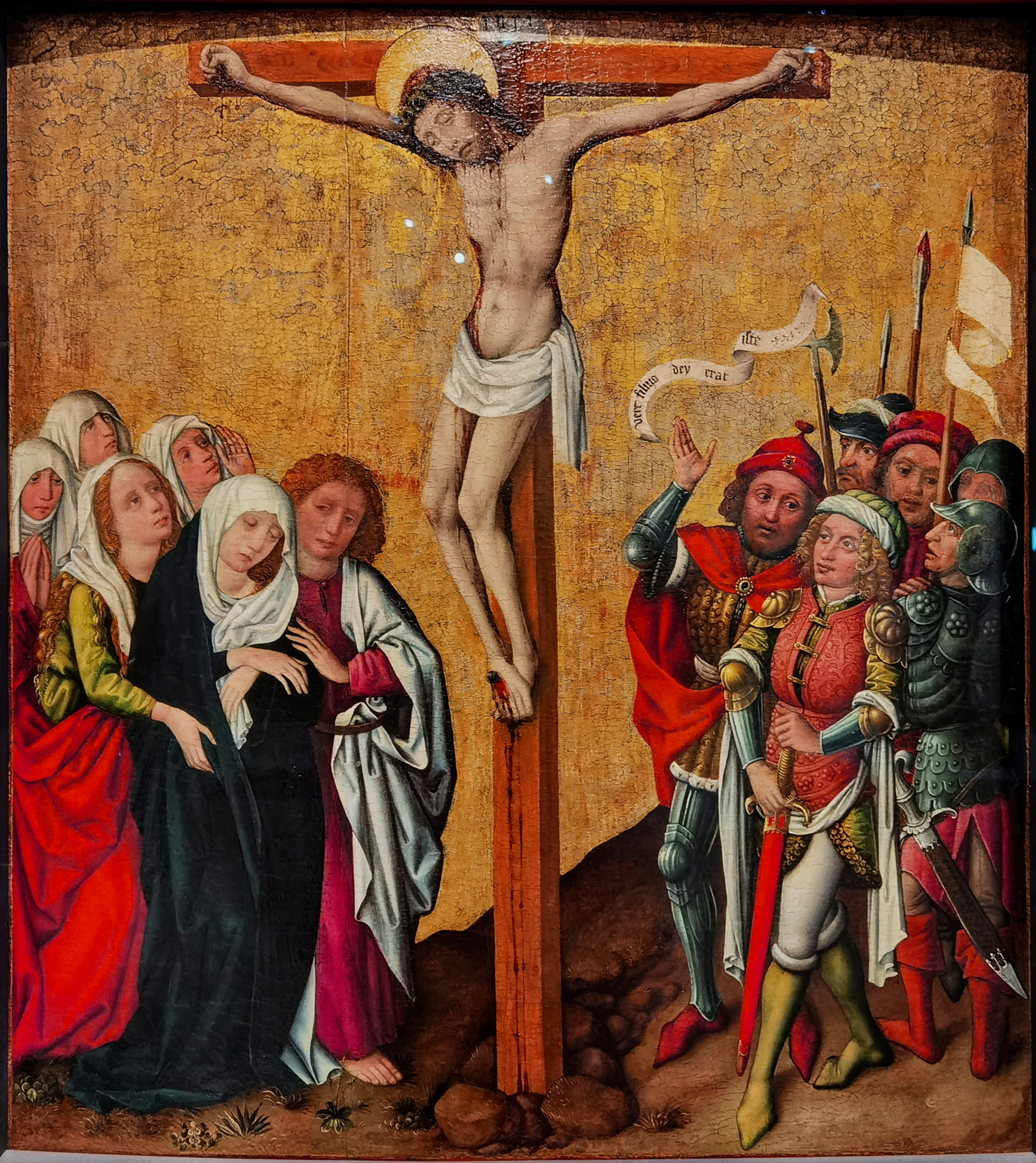
Jost Haller: Kreuzigung, vermutlich eine Tafel des Altars der Kommende St. Elisabeth Saarbrücken (Unterlinden-Museum, Colmar)

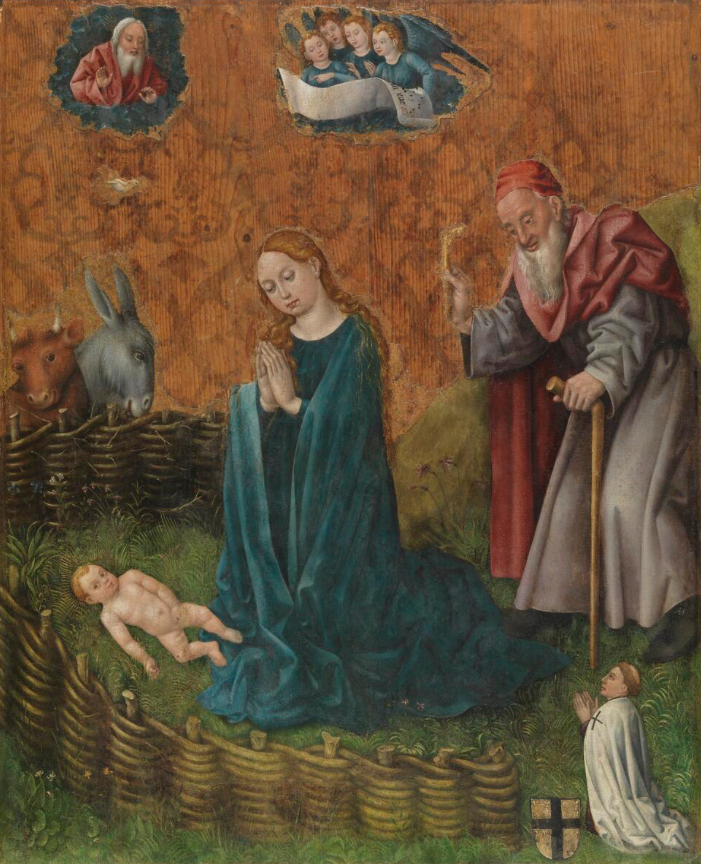
Jost Haller: Geburt Christi, ca. 1450–1460, vermutlich Teil des Altars der Kommende St. Elisabeth Saarbrücken (Germanisches Nationalmuseum, Nürnberg)

Haller war Zeitgenosse des Meisters der Gewandstudien und in Colmar Kollege von Caspar Isenmann. Er gehört zu den herausragenden oberrheinischen Künstlern unter Einfluss der neuen Kunst aus den burgundischen Niederlanden, zu denen auch der Meister der Karlsruher Passion (Hans Hirtz?), Martin Schongauer, Meister E.S., Peter Hemmel von Andlau und südlicher, in Basel, Konrad Witz zählen.
- Sein bekanntestes Werk ist das Bergheimer Retabel (auch Tempelhofer Altar, um 1445), ein Tafelgemälde, das sich heute im Museum Unterlinden in Colmar befindet.
- Von Haller stammt wahrscheinlich auch die Malerei des Altars der Deutschordensritter (um 1455–60) in Saarbrücken.[4]
- Außerdem wird ihm die Wandmalerei Michael bezwingt Satan in der Thomaskirche, Straßburg zugeschrieben.[5]
- Auch die Miniaturen im Manuskript Livre de prières / Heures de Lorette d'Herbeviller (um 1470) der Bibliothèque nationale de France[Anm. 1] soll er gestaltet haben.[6]
- Zugeschrieben werden ihm oder seiner Werkstatt auch die Entwürfe für die Adelphus-Teppiche in Neuwiller-lès-Saverne.[7]

## Gedenken
In Straßburg ist eine 2006 für die Straßenbahn Straßburg (Linie B) gebaute Brücke über die Ill nach ihm benannt.